# Paradoks tolerance
Paradoks tolerance (ali paradoks strpnosti) pravi, da če je družba strpna do vsega brez omejitev, bo sčasoma nestrpnost to sposobnost izkoristila ali uničila. Karl Popper je paradoks strpnosti prvič opisal leta 1945 in izrazil navidez paradoksno idejo: "da bi ohranili strpno družbo, mora biti družba nestrpna do nestrpnosti." Paradoks strpnosti je pomemben koncept za razmišljanje o tem, katere meje je mogoče postaviti in ali bi jih bilo treba postaviti glede svobode govora. 

## Razprave
Filozof Karl Popper je paradoks definiral leta 1945 v "Odprta družba in njeni sovražniki" zvezek 1 (v opombi 4 k poglavju 7).  
 Manj znan je paradoks strpnosti: Neomejena toleranca mora voditi do izginotja strpnosti. Če razširimo neomejeno strpnost tudi do tistih, ki so nestrpni, če nismo pripravljeni braniti strpne družbe pred napadom nestrpnih, potem bodo tolerantni poraženi in toleranca z njimi. - v tej formulaciji na primer ne navajam, da bi morali vedno zatreti izrekanje nestrpnih filozofij; dokler jim lahko racionalno ugovarjamo in jih nadzorujemo v javnem mnenju, bi bilo zatiranje zagotovo nespametno. Vendar bi morali uveljavljati pravico, da nestrpne zatremo, če je potrebno, tudi s silo; kajti lahko se zlahka izkaže, da nas niso pripravljeni spoznati na ravni racionalnih argumentov, ampak začnejo z odrekanjem vseh argumentov; svojim sledilcem lahko prepovejo poslušanje racionalnih argumentov, ker je to varljivo, in jih naučijo, da na argumente odgovarjajo s pestmi ali pištolami. Zato bi morali v imenu strpnosti uveljavljati pravico, da nismo strpni do nestrpnih. 
 Leta 1971 filozof John Rawls v A Theory of Justice zaključi, da mora pravična družba prenašati nestrpnost, ker bi sicer družba potem bila nestrpna in tako nepravična. Vendar Rawls tudi kot Popper vztraja, da ima družba razumno pravico do samoohranitve, ki nadomešča načelo strpnosti: "Medtem ko se netolerantna sekta sama ne more pritoževati nad nestrpnostjo, bi bilo treba njeno svobodo omejiti le, če strpni iskreno in z razlogom verjamejo, da je ogrožena njihova lastna varnost in varnost institucij svobode."  
Michael Walzer je v delu iz leta 1997 vprašal: "Ali naj toleriramo nestrpnost?" Trdi, da je večina manjšinskih verskih skupin, ki so deležne strpnosti, vsaj v nekaterih pogledih nestrpna. V strpnem režimu se takšni ljudje lahko naučijo tolerirati ali se vsaj obnašati, "kot da imajo to vrlino". 
Thomas Jefferson se je že v svojem prvem inavguralnem govoru lotil pojma strpne družbe, nanašajoč se na tiste, ki bi lahko destabilizirali Združene države Amerike in njeno enotnost, rekoč: "... naj ostanejo nemoteno kot primeri varnosti, s katero lahko napako mnenja dopuščamo, če ostaja razum da temu oporeka." 

### Toleranca in svoboda govora
Paradoks strpnosti je pomemben pri razpravi o tem, kakšne meje je treba postaviti glede svobode govora. Popper je trdil, da je dopustiti svobodo govora tistim, ki bi jo uporabili za odpravo samega načela, na katerega se opirajo, paradoksalno.  Rosenfeld trdi: "Zdi se protislovno razširiti svobodo govora na skrajneže, ki ... če bodo uspešni, neusmiljeno zatirali govor tistih, s katerimi se ne strinjajo", in poudarja, da imajo zahodnoevropske demokracije in ZDA nasprotne pristope na vprašanje strpnosti do sovražnega govora. 

### Homofilija in nestrpnost
Razmerje med homofilijo (preferenca za interakcijo s tistimi s podobnimi lastnostmi) in nestrpnostjo se kaže, ko se strpna oseba sooča z dilemo izbire med vzpostavljanjem pozitivnega odnosa s strpnim posameznikom druge skupine ali vzpostavitvijo pozitivnega odnosa z nestrpnim članom lastne skupine. V prvem primeru nestrpni član v lastni skupini ne odobrava vzpostavljene povezave s posameznikom iz druge skupine, kar nujno vodi v negativen odnos nestrpnega do njegovega tolerantnega enakega; medtem ko v drugem primeru negativen odnos do posameznika druge skupine odobrava nestrpen član lastne skupine in tako spodbuja pozitiven odnos med njima. 
To dilemo sta Aguiar in Parravano obravnavala v Tolerating the Intolerant: Homophily, Intolerance, and Segregation in Social Balanced Networks  kjer je modelirana skupnost posameznikov, katerih odnose ureja spremenjena oblika Heiderjeve teorije ravnotežja.